# Antonio Pérez
Pour les articles homonymes, voir Antonio Pérez (homonymie) et Pérez.
Antonio Pérez del Hierro, né en 1540 en Espagne et mort le 7 avril 1611 à Paris, est un diplomate espagnol et ministre de Philippe II d'Espagne.

## Biographie
Antonio Pérez, secrétaire du roi,,, obtient de Philippe II l’autorisation de faire assassiner, pour raison d’État, Juan Escobedo, secrétaire et confident de Don Juan d'Autriche, soupçonné de complot avec les révoltés des Pays-Bas (31 mars 1578). Les preuves de l’innocence d’Escobedo sont fournies à Philippe par Mateo Vázquez de Leca (es), autre secrétaire du roi, qui ordonne l’arrestation de Perez et de sa maîtresse, Ana de Mendoza de la Cerda, princesse d’Eboli (28 juillet 1579), dont le roi était jaloux. Perez, libéré en 1580, est de nouveau arrêté en 1585. Il s’évade le 19 avril 1590, se réfugie à Saragosse (Aragon) d’où il est natif et se soumet à la justice sous l’autorité du grand juge d’Aragon, Juan de Lanuza y Urrea. Celui-ci refuse de le livrer au roi au nom des privilèges d’Aragon. Le roi riposte, en portant contre Pérez une accusation d’hérésie. Perez tombe sous la juridiction de l’Inquisition.
Le 24 septembre 1591, lors du transfert de Perez dans la prison de l’Inquisition, le peuple de Saragosse se soulève aux cris de « libertés » (fueros) et arrache le prisonnier aux inquisiteurs,,. Le roi, pour museler la rébellion, lève l’armée de Castille. Le grand juge Lanuza répond par la levée des milices d’Aragon. L’armée du roi, victorieuse, s’empare de Saragosse. Lanuza est arrêté, jugé par l’Inquisition pour complicité d’hérésie et condamné à mort. Philippe II d'Espagne accentue son contrôle sur l’Aragon.
Pérez s'enfuit le 23 novembre et trouve refuge au couvent des Célestins de Paris en France, pays ennemi, où il meurt en 1611 et y est inhumé, après avoir tenté de salir la réputation du roi (Légende noire).

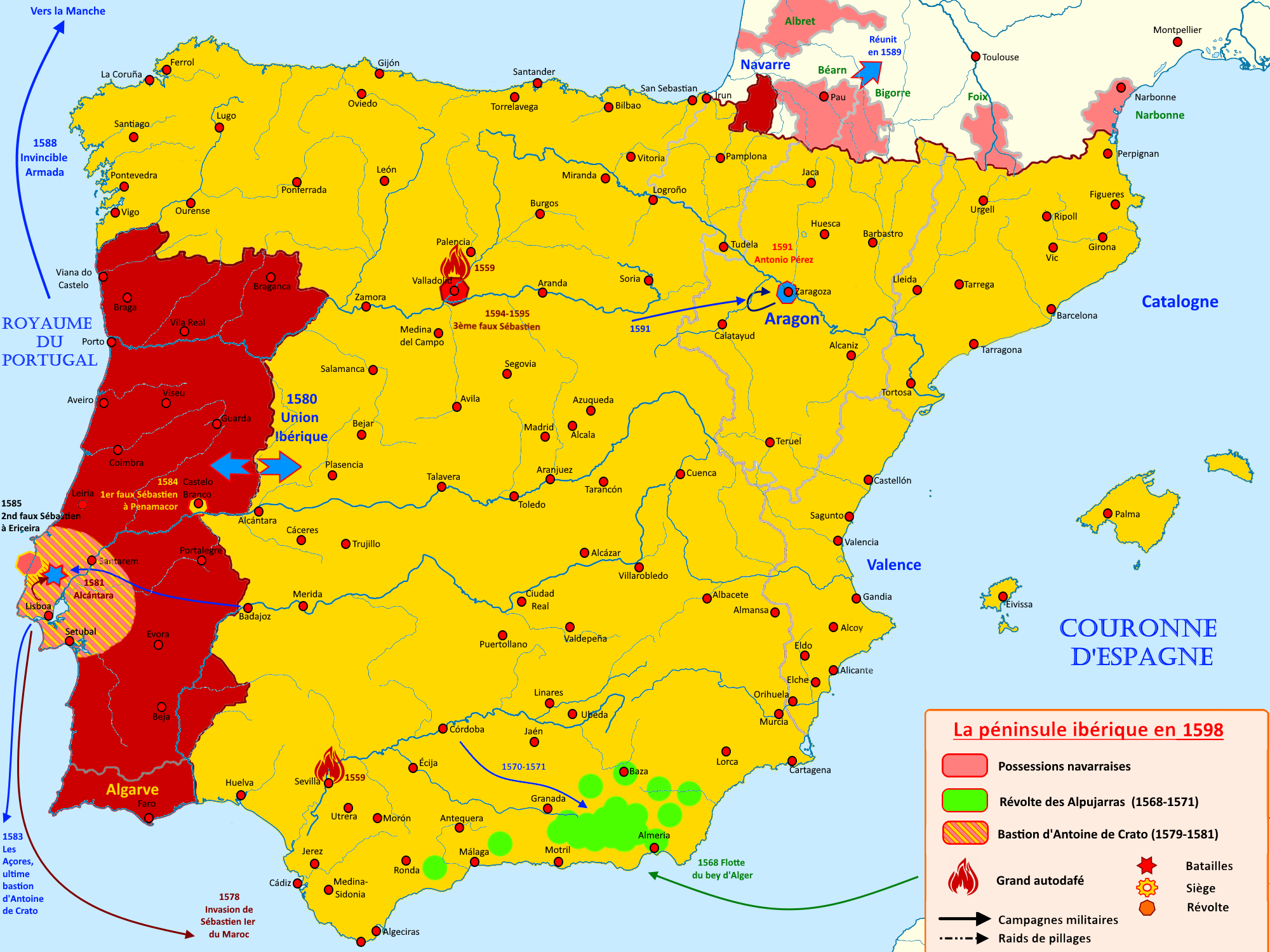
Carte de la péninsule Ibérique en 1598

.